# مولای لعربی
مولای لعربی (به عربی: مولای لعربی) یک شهرداری در الجزایر است که در استان سعیده واقع شده‌است.